# قانون آسوکا کیومیهارا
قانون آسوکا کیومیهارا انگلیسی: 飛鳥浄御原令, Asuka Kiyomihara-ryō، به مجموعه ای از قوانین حاکم برمی گردد که در سال ۶۸۹ گردآوری و منتشر شد، یکی از اولین، اگر نگوییم اولین مجموعه قوانین ریتسوریو در تاریخ ژاپن بود.
این قانون همچنین نشان دهنده ظهور اولیه بدنه اداری مرکزی به نام دایجوکان (شورای ایالت که بعد از دولت مدرن امپراتوری جای خود را به هیئت دولت ژاپن داد) است که از سه وزیر تشکیل شده است - دایجو-دایجین (صدر اعظم)، سادایجین (وزیر چپ) و اودایجین (وزیر راست).
گفته می‌شود که امپراتور تنجی در سال ۶۶۲ اولین قانون حقوقی ژاپنی به نام قانون اومی، شناخته شده برای مورخان مدرن را گردآوری کرد. این قانون متشکل از ۲۲ جلد، در آخرین سال سلطنت تنجی منتشر شد.